# Trzciano
Trzciano (Aussprache: [tʂʨanɔ], deutsch Honigfelde, früher auch Königfelde) ist ein Dorf in der Landgemeinde Ryjewo (Rehhof) im Powiat Kwidzyński (Marienwerderer Kreis) in der polnischen Woiwodschaft Pommern. Der Ort hat heute etwa 440 Einwohner.

## Geographische Lage
Das Dorf liegt im ehemaligen Westpreußen, etwa 15 Kilometer südlich von Stuhm (Sztum), zwölf Kilometer nordöstlich von Marienwerder (Kwidzyn) und drei Kilometer südsüdöstlich von Dietrichsdorf (Straszewo).

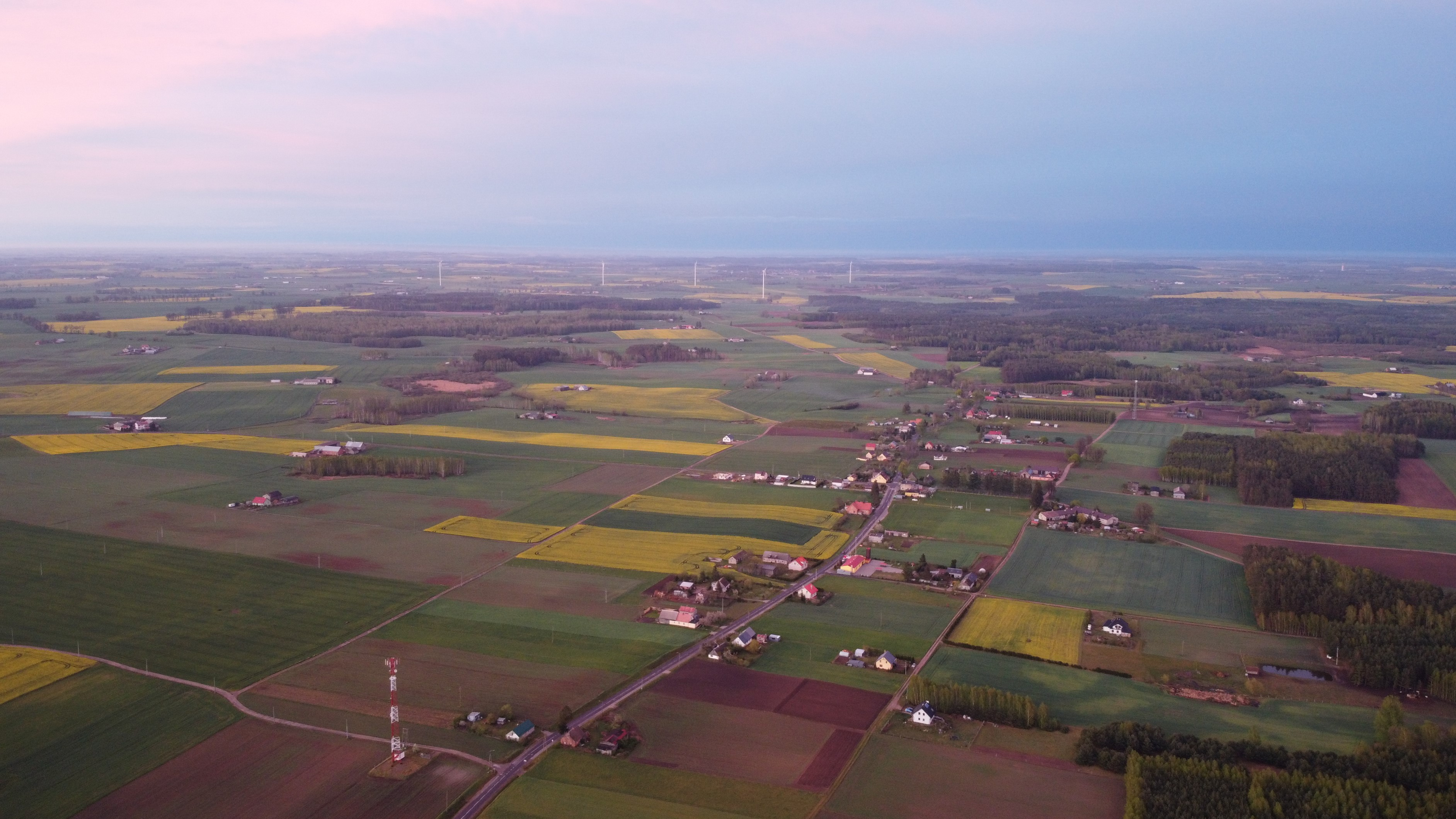
Dorfpanorama (Mai 2020)

## Geschichte
Die Ortschaft ist eine Gründung des Deutschen Ordens aus der Mitte des 13. Jahrhunderts. Ältere Ortsbezeichnungen sind Nudicz (1244), Honigfelt (1250), auch Honigfelt (1437), Koenigsfeld albo Trzciana (1565) und Trzciany (1659). Der Ortsname wurde später fälschlicherweise als Königfelde transkribiert.
Am Ende des Dreizehnjährigen Krieges wurde Honigfelde im Jahr 1466 ein Teil der autonomen Provinz Preußen königlichen Anteils. Am Anfang des 16. Jahrhunderts kam es in den Besitz der Familie Brandt. Besitzer des Dorfs um 1565 waren Jergen und Fabian Brant, die außerdem noch Herren von Dietrichsdorf waren, wo sie ein Vorwerk besaßen.
Während des Dreißigjährigen Krieges und des
darauffolgenden Zweiten Nordischen Kriegs und der schwedischen Besetzung des Weichseldeltas (Beginn 1626) wurde Westpreußen Ort vieler militärischer Auseinandersetzungen zwischen polnischen und schwedischen Truppen. Am 26. Juni 1629 endete die Schlacht bei Honigfelde mit dem Sieg des polnischen Hetman Stanisław Koniecpolski über Gustav Adolf. Dieser Misserfolg beendete den schwedischen Vorstoß nach Süden und zwang die Schweden dazu, Marienwerder wieder aufzugeben und sich in das Weichseldelta zurückzuziehen. Ein kleiner Schrein wurde zum Gedenken an den Sieg von Koniecpolski gebaut, es gibt auch einen Gedenkstein.

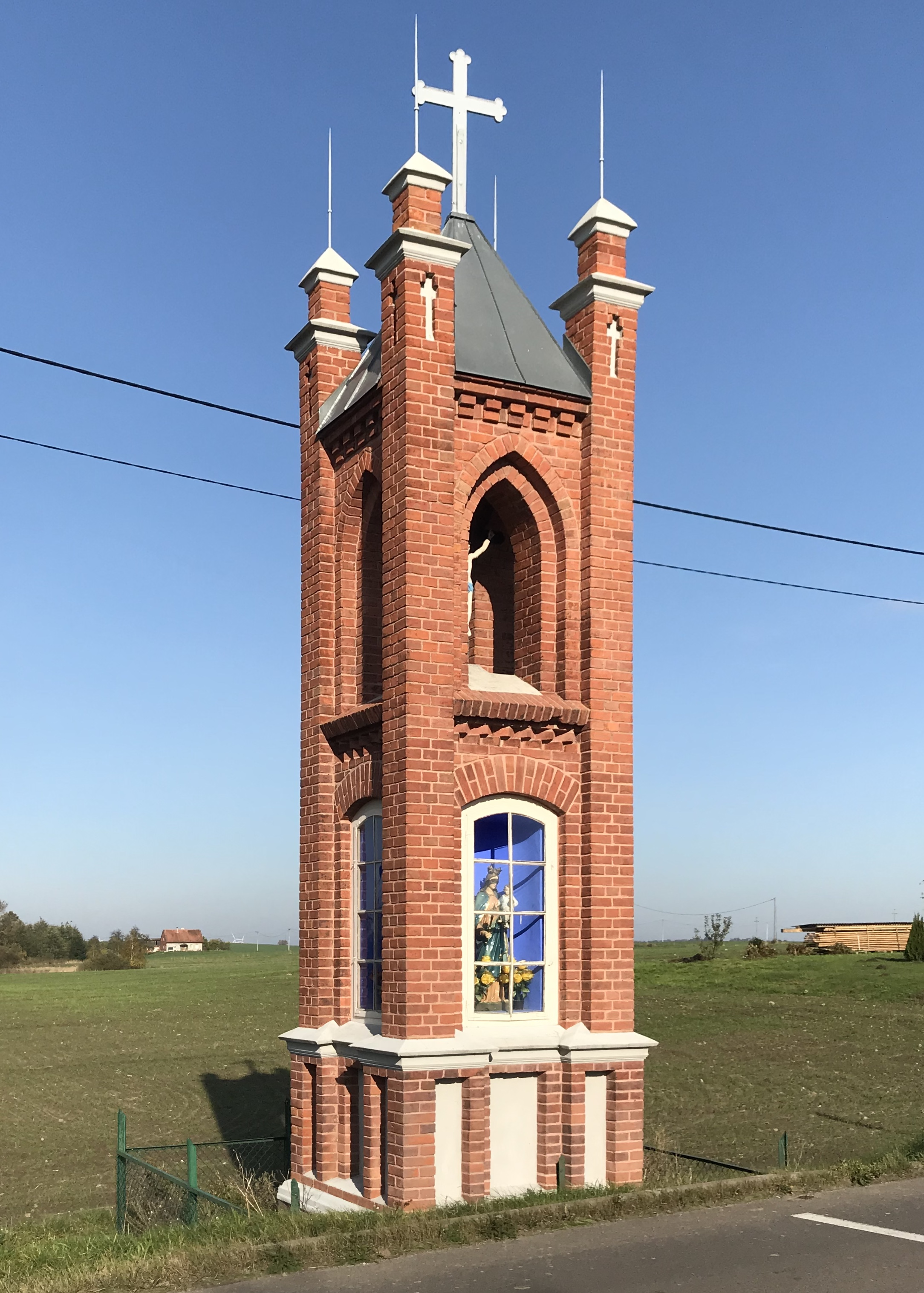
Der kleine 1819 gebaute Schrein zum Gedenken an den Kampf mit Schweden im Jahr 1629 (Oktober 2020)

Die Schlacht bei Honigfelde wird in polnischen Chroniken als Bitwa pod Trzcianką  bezeichnet. Der Name Trzcianka entwickelte sich aus dem polnischen Wort trzcina, was mit Rohr übersetzt werden kann. Durch die Erste polnische Teilung, mit der die preußische Wiedervereinigung einherging, verlor Polen den Ort im Jahr 1772 zusammen mit dem Rest der Provinz Preußen königlichen Anteils an die neugeschaffene Provinz Westpreußen des Königreiches Preußen.
Im Jahr 1945 gehörte die Gemeinde Honigfelde zum Landkreis Stuhm im Regierungsbezirk Marienwerder im Reichsgau Danzig-Westpreußen des Deutschen Reichs. Honigfelde war dem Amtsbezirk Dietrichsdorf (Westpr.) zugeordnet.
Im Januar 1945 wurde Honigfelde von der Roten Armee besetzt. Nach Beendigung der Kampfhandlungen wurde die Region seitens der sowjetischen Besatzungsmacht zusammen mit ganz Hinterpommern und der südlichen Hälfte Ostpreußens – militärische Sperrgebiete ausgenommen – der Volksrepublik Polen zur Verwaltung überlassen.  Honigfelde wurde unter der polnischen Ortsbezeichnung „Trzciano“ verwaltet. Die einheimische deutsche Bevölkerung wurde mit wenigen Ausnahmen von der polnischen Administration aus Honigfelde vertrieben.

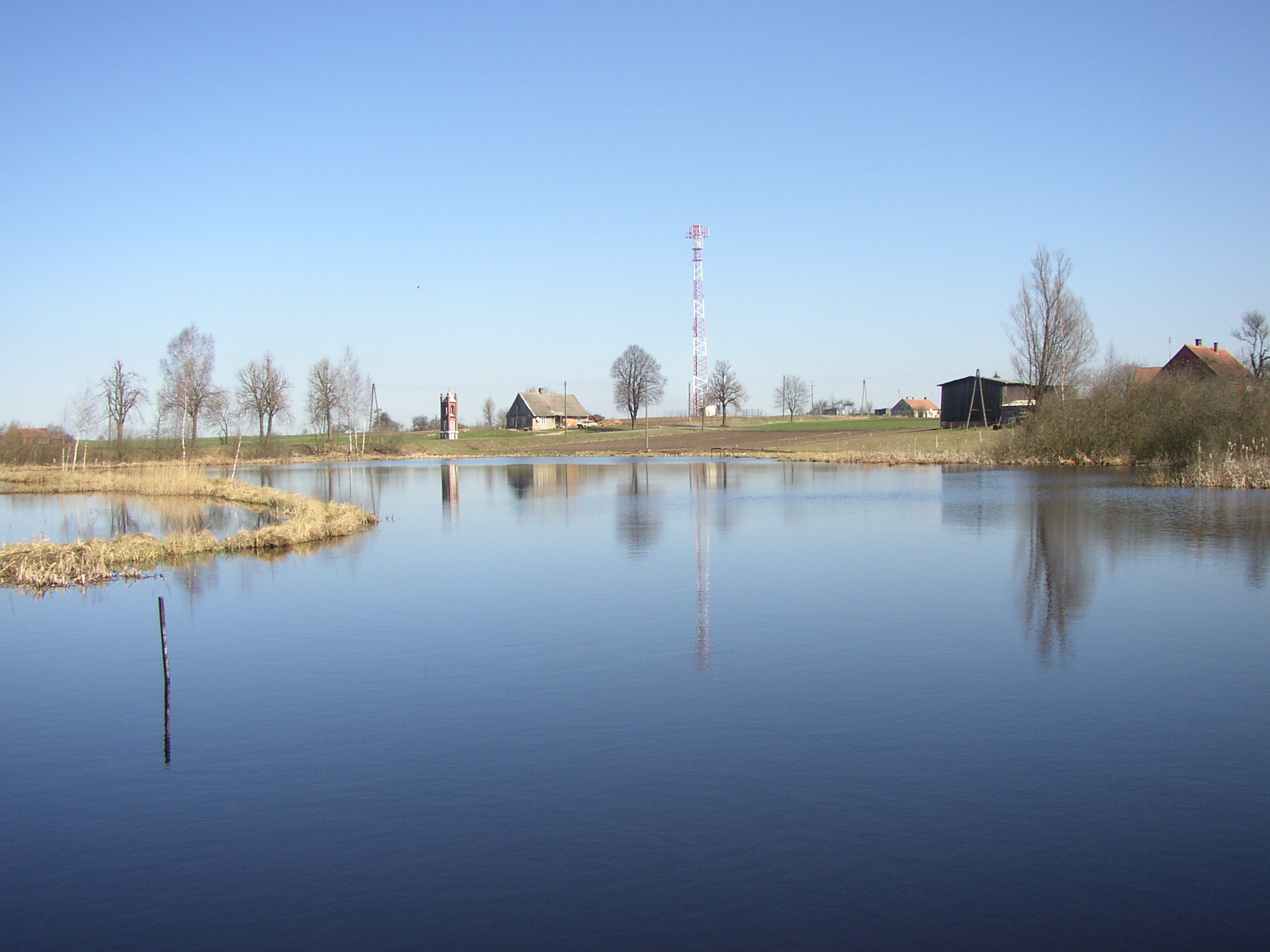
See östlich des Dorfs, legendäre Ruhestätte des Zepters von Gustav Adolph, des schwedischen Königs

### Demographie
| Jahr | Einwohner | Anmerkungen |
| ---- | --------- | --- |
| 1783 | –         | königliches Dorf, 28 Feuerstellen (Haushaltungen), in Westpreußen                                                          |
| 1818 | 0311      | königliches Dorf |
| 1864 | 1033      | darunter 158 Evangelische und 875 Katholiken                                                                               |
| 1885 | 0872      | Landgemeinde, am 1. Dezember, davon 90 Evangelische und 782 Katholiken                                                     |
| 1910 | 0699      | Landgemeinde, am 1. Dezember, darunter 40 Evangelische, 656 Katholiken und drei Sonstige; 631 mit polnischer Muttersprache |
| 1933 | 0760      | [ 8 ] |
| 1939 | 0692      | [ 8 ] |

## Kirche
Die Protestanten der hier bis 1945 anwesenden Dorfbevölkerung waren in die evangelische Pfarrei Dakau im benachbarten Kreis Rosenberg eingepfarrt.

## Legende
Nach einer lokalen Legende ließ Gustav Adolph, der besiegte König Schwedens, während seiner Flucht über einen der Seen bei Honigfelde sein Zepter in Verzweiflung ins Wasser fallen und beendete damit symbolisch seine Regierung. Gemäß der Legende liegt das Zepter bis heute auf dem Seegrund.

## Tochter des Ortes
- Inge Mager (* 1940), Kirchenhistorikerin